# Косякевич, Винцент
Винцент Косякевич (пол. Wincenty Kosiakiewicz; 21 января 1863, по некоторым источникам 1860, Варшава — 16 ноября 1918, Варшава) — польский поэт, новеллист, драматург.
Служил на железной дороге; содержание большей части рассказов и повестей брал из этой области. Были наиболее известны «Nasz mały» (1888), «Janek», «Widmo» (1889). После выхода сборника новелл «Druty telegraficzne» (1889 оставил работу на железной дороге. Сотрудничал в различных польских периодических изданиях («Gazeta Polska», «Biblioteka Warszawska», «Kurier Codzienny», «Kurier Warszawski», «Tygodnik Illustrowany», «Ateneum»), в которых публиковал хронику, фельетоны, театральные заметки, литературные рецензии. Известны также его «W miasteczku» (1893), «Przy budowie kolei», «Bawełna» (1894), «Plama. Z pamiętników wynalazcy» (1897), «Niebezpieczny człowiek» (1899). Стихотворения Косякевича были собраны в томике «Poezye» (1902). Неглубокие по содержанию и психологической концепции, несколько растянутые, рассказы Косякевича полны движения, написаны живо.
В 1890—1893 путешествовал за границей (Италия, Греция, Турция, Англия, Франция, Швейцария). В Цюрихе слушал в университете лекции по медицине и социологии, в Сорбонне — по математике и философии. В Париже передил религиозный кризис и собирался постричься в монахи. В 1895—1897 в Париже в качестве корреспондента петербургской газеты «Kraj». По возвращении жил в Петербурге, позднее в Варшаве.